# ♓
♓ (Unicode U+2653) est le symbole pour la constellation du zodiaque des Poissons. Ce signe représente deux poissons. La mythologie grecque y voit Aphrodite et son fils Éros (ou Vénus et Cupidon, les équivalents latins) transformés en poisson pour fuir dans la rivière.

## Histoire et mythologie
La constellation des Poissons est une des constellations les plus anciennes. Son origine remonte vraisemblablement aux babyloniens qui la décrivaient déjà comme composée de deux poissons poussant un œuf géant (l’astérisme de « l’Anneau »).
La mythologie grecque veut que ces poissons soient les formes assumées par Aphrodite et Éros (ou selon les versions Thétis et Thérys) poursuivis par le monstre Typhon.
En alchimie, ce symbole désigne le processus d'union par projection.